# XCal
xCalはiCalendar仕様のXML準拠表現である。xCalはiCalendarの次世代案および代替案ではない。xCalではiCalendarで定義されている iCalendarコンポーネント、プロパティ、パラメータを表現することができる。
この形式は、XSLT変換を用いて、iCalendar形式に簡単に変換できるように選ばれた。